# Metro (deník)

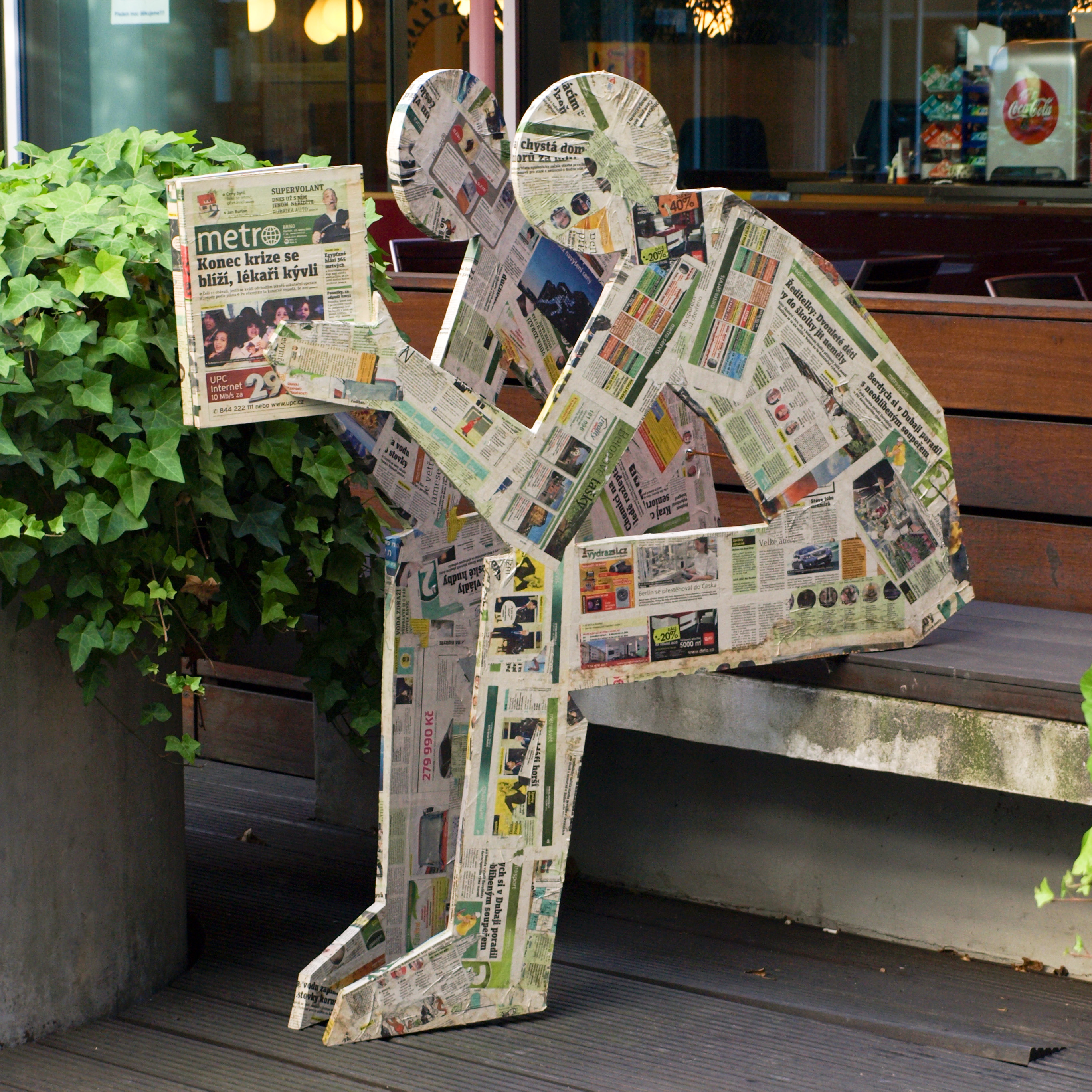
Reklamní panák před pražským AMC

Metro je celosvětově vydávaný bezplatně distribuovaný deník. V Česku vychází od roku 1997, a to v pracovních dnech v Praze, Brně, Plzni a v dalších 50 městech. V Praze jde o nejčtenější noviny (221 tisíc čtenářů na jaře 2017). Podle Výzkumu čtenosti tisku MEDIA PROJEKT za 2. a 3. čtvrtletí 2019 je denní tištěný náklad 277 374 kusů a počet čtenářů má denně 449 000. Českým vydavatelem deníku je od roku 2007 společnost MAFRA, která byla od roku 2013 do roku 2024 členem koncernu Agrofert. Nyní je jejím majitelem společnost Kaprain Chemical.

## Česká vydání a rubriky
V regionu Brno je deník Metro několikrát měsíčně distribuován nad rámec běžného nákladu do 100 000 poštovních schránek místním domácnostem. Jednou měsíčně vychází Magazín deníku Metro v samostatné distribuci a zvláštním nákladu. 
Deník Metro má také rubriku, v níž dává prostor svým čtenářům. Na sociálních sítích mohou sdílet fotky s hashtagy #MOJEMETRO nebo #DENIKMETRO a mají tak možnost podílet se on-line na tvorbě obsahu novin. Do rubriky Metrohlídač mají čtenáři možnost posílat své postřehy a fotografie a v případě otištění fotky jsou finančně odměněni.

## Obsahová osnova Metra
- Články, zprávy stručně
  - Kategorie článků
    - Domov
    - Praha
    - Svět
    - Popcorn
    - Finance
    - Kultura
    - Auto
    - Job
    - Cesty
    - Metrolive
    - Školy
    - Servis
      - Sudoku
      - TV program na aktuální den cca od 11.00 – 12.30 do 00.00 – 02.00 hod.
      - Vtipný obrázkový komiks českých kreslířů, v pátek komiks Spejbl a Hurvínek
      - Anketa
      - Inzeráty
      - Dopisy a vzkazy

    - Sport

## Seznam světových vydání podle regionů

### Asie
- Hongkong
- Jižní Korea
  - Pusan
  - Soul

### Evropa
| - Belgie - Antverpy - Brusel - Chorvatsko - Záhřeb (zrušeno) - Česko - Praha - Brno - České Budějovice - Hradec Králové - Olomouc - Ostrava - Plzeň - Dánsko - Aarhus - Kodaň - Finsko - Espoo - Helsinky - Hyvinkä - Hämeenlinna - Järvenpää - Kauniainen - Kerava - Kirkkonummi - Lahti - Mäntsälä - Riihimäki - Tampere - Turku - Vantaa | - Francie - Bordeaux - Lille - Lyon - Marseille - Mety - Nancy - Nantes - Nice - Paříž - Rennes - Štrasburk - Toulouse - Řecko - Athény - Maďarsko - Budapešť - Irsko - Dublin | - Itálie - Bergamo - Bologna - Janov - Florencie - Milán - Padova - Řím - Turín - Benátky - Verona - Cagliari - Sassari - Nizozemsko - Amsterdam - Rotterdam - Haag - Portugalsko - Lisabon - Porto - Rusko - Moskva - Petrohrad - Srbsko - Bělehrad | - Španělsko - Alicante - Barcelona - Bilbao - Castilla-La Mancha - Elche - Galicie - Madrid - Málaga - Sevilla - Valencie - Zaragoza - Švédsko - Göteborg - Norrköping - Skåne (Malmö/Lund) - Stockholm |

#### Vnitrostátní vydání
- Belgie (Dvě edice – v nizozemštině a ve francouzském jazyce)
- Dánsko
- Maďarsko
- Finsko
- Gruzie
- Nizozemsko
- Polsko (zrušeno)
- Portugalsko
- Španělsko (na Kanárských ostrovech)
- Švédsko
- Švýcarsko (zrušeno v roce 2002)

### Severní Amerika
| - Kanada - Calgary - Edmonton - Halifax - London - Montreal - Ottawa - Toronto - Vancouver - Winnipeg | - Mexiko - Mexico City - Monterrey | - Spojené státy - Boston - New York - Filadelfie |  |

### Oceánie
- Sydney (zrušeno v červnu 2011)

### Jižní Amerika
| - Brazílie - ABC Region - Belo Horizonte - Campinas - Curitiba - Porto Alegre - Rio de Janeiro - Santos - São Paulo | - Chile - Chillán - Concepción - Curicó - Rancagua - Santiago de Chile - Talca - Talcahuano - Valparaíso | - Kolumbie - Bogotá | - Ekvádor - Guayaquil - Quito | - Peru - Lima |  |